# 中山治一
中山 治一（なかやま じいち、1911年4月6日 - 1990年7月25日）は、日本の歴史学者。

## 略歴
京都市出身。1934年京都帝国大学文学部史学科卒。第三高等学校 (旧制)教授、名古屋大学文学部教授、大阪市立大学教授を務め、1974年定年退官、椙山女学園大学教授、愛知学院大学教授を務めた。歴史記述の方法論、西洋近代史を専門とした。

## 著書
- 『政治史の課題』弘文堂 1942
- 『歴史主義の歴史理論』堀書店 1947
- 『近世から現代へ』河原書店 1947
- 『帝國主義と第一次大戦』創元社 1950
- 『日露戦争以後 東アジアをめぐる帝国主義の国際関係』創元社 1957
- 『新書西洋史 7　帝国主義の展開』講談社現代新書 1973
- 『史学概論』学陽書房 1974、新版1985
- 『世界の歴史 21 帝国主義の開幕』河出書房新社 1974、河出文庫 1990

### 共編著
- 『日露戦争史の研究』信夫清三郎共編 河出書房新社 1959
- 『世界の歴史 13 帝国主義の時代』中央公論社 1961、中公文庫 1975
- 『世界歴史 第7巻 現代の世界』猪木正道共編 人文書院 1965
- 『解明世界史』豊田尭、羽田明共編 文英堂 1965
- 『西洋史 大学ゼミナール』編集委員・藤縄謙三ほか 法律文化社 1973

### 翻訳
- フリードリヒ・マイネッケ『歴史主義の立場』創元社史学叢書 1942
- マイネッケ『国家と個性』筑摩書房 1944
- マイネッケ『ランケとブルクハルト』岸田達也共訳 創文社 1960
- マイネッケ『歴史的感覚と歴史の意味』創文社歴史学叢書 1972。戦前刊2冊の新編

## 論文
- <中山治一